# Čolniški potok s pritoki
Čolniški potok s pritoki este o arie protejată (arie specială de conservare — SAC, sit de importanță comunitară — SCI) din Slovenia întinsă pe o suprafață de 13,2 ha, integral pe uscat.

## Localizare
Centrul sitului Čolniški potok s pritoki este situat la coordonatele 45°56′25″N 15°18′59″E / 45.9403°N 15.3165°E.

## Înființare
Situl Čolniški potok s pritoki a fost declarat sit de importanță comunitară în aprilie 2013 pentru a proteja 2 specii de animale. Situl a fost protejat și ca arie specială de conservare în aprilie 2015.

## Biodiversitate
Situată în ecoregiunea continentală, aria protejată nu include niciun habitat protejat.
La baza desemnării sitului se află mai multe specii protejate:
- nevertebrate (1): Austropotamobius torrentium
- pești (1): Eudontomyzon spp.